# Гома, Гай
Гай Гома́ — бывший житель Браззавиля (Республика Конго), получивший международную известность благодаря ошибке персонала телеканала «BBC News 24» и попавший в прямой эфир 8 мая 2006 года.

## Первое выступление
Гай Гома ожидал собеседования в административной зоне Телецентра BBC на западе Лондона. В мае 2006 года здесь открылась вакансия IT-специалиста по обслуживанию баз данных. В это же время в специальной комнате ожидал прямого эфира Гай Кьюни, эксперт в области высоких технологий, который должен был высказаться на тему судебного разбирательства между компаниями, известными в настоящее время как Apple и Apple Records.
Из-за ошибочных подсказок сотрудник телестудии, который должен был пригласить Гая Кьюни из комнаты ожидания, стал искать эксперта в административной зоне. Когда этот сотрудник спросил о местонахождении Гая Кьюни у администратора, та несколько раз уверенно указала на Гая Гома.
Сотрудник телестудии видел фотографию Гая Кьюни — невысокого светлокожего человека, однако в условиях цейтнота принял решение вывести в прямой эфир Гома — высокого чернокожего мужчину, даже отдалённо не похожего на Кьюни. На решение повлияло происхождение Гома и владение английским языком на уровне среднего. Сотрудник телестудии спросил Гома, не он ли является Гаем Кьюни. Услышав своё имя, готовый к собеседованию Гома ответил: «Да?».
Затем Гома провели в студию BBC News 24, наложили на его лицо макияж, посадили перед телекамерами и прикрепили микрофоны. Собеседование показалось Гаю весьма странным, но он сделал всё, чтобы пройти его со всей своей невозмутимостью, ведь от этого собеседования зависела его будущая работа.
Когда же ведущая новостей Карен Боуэрман представила зрителям Гома как эксперта в области интернет-технологий Гая Кьюни, Гома был потрясён и, наконец, понял, что произошла серьёзная ошибка. Несмотря на это и свой сильный французский акцент, он продолжил играть эксперта и в прямом эфире стал отвечать на вопросы о деле Apple Corps против Apple Computer и последствий этого дела для музыкальной индустрии.
Если не брать во внимание выражение искреннего удивления на лице Гая Гома, интервью выглядело весьма реалистичным, особенно для тех зрителей, которые не знали Кьюни в лицо. Сам Кьюни, увидев «себя» по телевизору, всё ещё находясь в комнате ожидания, был шокирован происходящим, хотя даже не слышал голосов.

### Стенограмма интервью
Карен Боуэрман: Итак, Гай Кьюни, редактор сайта о высоких технологиях Newswireless [Камера делает наезд на Гая Гома, который становится весьма смущённым и напуганным]. Здравствуйте, доброго вам утра.
Гай Гома: Э-э, доброго утра.
КБ: Удивило ли вас вынесенное сегодня судебное решение?
ГГ: Мне было удивительно видеть это… это решение для меня, потому что я не ожидал его. Когда я пришёл, они сказали мне совсем другое, и вот я прихожу сюда. «У вас будет интервью», — вот и всё. В общем, большой сюрприз.
KБ: Да-да, большой сюрприз.
ГГ: Вот именно.
KБ: Как вы думаете, будут ли пользователи теперь, в связи с появлением расходов, скачивать музыку из Интернета?
ГГ: Вообще-то, куда бы вы ни посмотрели, повсюду люди постоянно скачивают что-то из интернета, с веб-сайтов — всё, что они хотят. Но мне кажется, для развития лучше… э-э… информировать людей о том, что они хотят, дать им более лёгкий и быстрый способ найти то, что они ищут.
KБ: Выглядит так, будто музыкальная индустрия стремительно развивается, если люди заходят на веб-сайты и скачивают музыку.
ГГ: Вот именно. Вы можете пойти куда угодно, в интернет-кафе, например, и взять… Всё очень просто. Появляется более простой способ для каждого желающего найти что-либо в интернете.
KБ: Гай Кьюни. Спасибо вам большое.
Karen Bowerman: Well, Guy Kewney is editor of the technology website Newswireless. [Camera flashes to Guy, with look of confusion and horror]  Hello, good morning to you.
Goma: Uh, good morning.
KB: Were you surprised by this verdict today?
Goma: I am very surprised to see...this verdict to come on me, because I was not expecting that. When I came, they told me something else and I am coming. "You got an interview," that's all.  So a big surprise anyway.
KB: A big surprise, yeah, yes.
Goma: Exactly.
KB: With regards to the costs involved, do you think now more people will be downloading online?
Goma: Actually, if you can go everywhere you're gonna see a lot of people downloading to the Internet and the website, and everything they want. But I think it is much better for the development and...eh...to inform people what they want and to get the easy way and so faster if they are looking for.
KB: This does really seem to be the way the music industry's progressing now, that people want to go onto the website and download music.
Goma: Exactly.  You can go everywhere on the cyber cafe, and you can take...you can go easy. It is going to be an easy way for everyone to get something to the Internet.
KB: Guy Kewney, thanks very much indeed.

## Последствия
Спустя двадцать минут после телевизионного интервью с Гаем Гома провели десятиминутное собеседование. Работу он так и не получил.
После того, как была обнаружена ошибка с выбором экспертов, на BBC записали интервью с Гаем Кьюни, однако эта запись так и не попала в эфир.
После показа интервью ряд источников (в том числе и сама BBC) заявил, что Гай Гома, переехавший в Англию из Конго в 2002 году, работал таксистом. На самом деле Гома никогда не водил такси.
Вскоре после появления Гая Гома на публике началось обсуждение прав его пребывания в стране. Ряд СМИ сообщал о просроченной туристической визе Гома и возможности скорой депортации «телеэксперта». На сторону Гая Гома стали представители широкой общественности, в том числе и известный в Великобритании нигерийский публицист и гражданский активист Киззи Нквоча (англ.). После этого выяснилось, что проблемы с визой Гома решил тремя годами ранее, что позволяло ему жить и работать в Лондоне.

## Дальнейшая судьба
Спустя неделю после ошибки в прямом эфире, 16 мая 2006 года, Гай Гома вновь появился на экране. На этот раз телеинтервью было заведомо шуточным: ведущие представляли Гома как гражданина Венесуэлы, адвоката и врача, а сама беседа была посвящена Уго Чавесу, освобождению иностранных заключённых в Британии и лечению за рубежом. В этот же день Гай Гома вновь появился на телеканале BBC News 24 — уже под собственным именем. Разговор был посвящён произошедшей неделей ранее ошибке.
Затем Гай Гома появляется в шоу «Ночь пятницы с Джонатаном Россом» (телеканалы GMTV, ITV и BBC), затем — как приглашённая знаменитость в интерактивной передаче Prince’s Trust, и позже — на таких телеканалах как «Четвёртый канал» (Channel 4), CNN, BBC World News и других.
Продюсер Элисон Розенцвейг («Говорящие с ветром») заявила, что начала производственный процесс фильма, основанного на злополучной ошибке с Гаем Гома в прямом эфире. Комментируя свой выбор, Элисон Розенцвейг заявила:

«Он забавный, тот самый тип всемирно известной персоны, чья история была бы интересным источником для фильма».
Оригинальный текст (англ.)He's a fun, kind of internationally famous person that I think is an interesting source for movie material.

27 декабря 2006 года Гай Гома появился на «Четвёртом канале» в программе The Big Fat Quiz of the Year. После рекламной паузы он сменил ведущего, комика Джимми Карра, поприветствовав зрителей и игроков. И те, и другие впоследствии согласились, что Гома оказался лучшим ведущим, чем Карр.

## Трудности перевода
- Имя Гая Гома стало причиной шуток и каламбуров. Причиной послужил омоним guy, что в переводе с английского означает «парень». Наиболее известное прозвище Гома — Wrong Guy, «Не тот парень» и одновременно «Не тот Гай».
- В русскоязычной прессе и блогосфере Гай Гома неожиданно стал претендентом на должность уборщика в техотделе BBC. Это произошло из-за неверного перевода должности Data support cleanser, поскольку слово cleanser в английском также означает «моющее средство» и, возможно, похоже на cleaner — «чистильщик». Отдельные СМИ предпочли использовать осторожное «рабочий»[10].
- Сам инцидент с выводом в прямой эфир постороннего человека, а также реакция ведущей Карен Боуэрман на первые реплики Гома также связаны с интерпретацией. Слово interview с английского на русский можно перевести и как «интервью», и как «собеседование».

## Интересные факты
- В пятом эпизоде второго сезона сериала «Компьютерщики» Мосс оказывается в ситуации, очень схожей с положением Гая Гома. Один из создателей сериала Грэхем Линехан спародировал историю после того, как увидел запись интервью в интернете.
- Ситуация непреднамеренной подмены интервьюируемого в прямом эфире в английском языке получила название Guy Goma Incident — «Инцидент Гая Гома».

## Дополнительные источники
- История BBC News
- Стенограмма интервью Гая Гома
- Разоблачён: установлена личность новой звезды BBC The Mail on Sunday, 13 мая 2006 года
- Гай Гома попал в кино Globa-Tech Today, 28 августа 2006 года
- Гай Гома подписывается за президента

## Видео
- Видео оригинального интервью на BBC
- Второе интервью для BBC
- Интервью для Channel 4  (недоступная ссылка)
- Интервью для GMTV  (недоступная ссылка)